# Акушер-гінеколог
Акуше́р-гінеко́лог — лікар чи лікарка, що спеціалізуються в акушерстві.

## Завдання й обов'язки
- Керується чинним законодавством України про охорону здоров'я та нормативно-правовими актами, що визначають діяльність органів управління та закладів охорони здоров'я, організацію акушерсько-гінекологічної допомоги населенню.
- Здійснює діагностику вагітності, спостереження за вагітними, родопоміч, раннє виявлення ускладнень вагітності і пологів, лікування та нагляд за породіллями; організує та проводить диспансеризацію гінекологічних хворих.
- Застосовує сучасні методи профілактики, лікування та реабілітації в межах своєї спеціальності; володіє всіма методами амбулаторного і стаціонарного лікування, повним обсягом хірургічних втручань, включаючи екстирпацію матки, перев'язку підчеревних артерій, мікрохірургічні і пластичні операції.
- Надає швидку і невідкладну медичну допомогу пацієнткам акушерсько-гінекологічного профілю. Здійснює нагляд за побічними реакціями/діями лікарських засобів.
- Проводить консультації за направленнями лікарів інших спеціальностей, в тому числі і вдома.
- Здійснює експертизу працездатності.
- Планує роботу та проводить аналіз її результатів.
- Веде лікарську документацію.
- Дотримується принципів медичної деонтології.
- Сприяє правовому захисту жінок відповідно до чинного законодавства.
- Керує роботою середнього медичного персоналу.
- Бере активну участь у поширенні медичних знань серед населення, проведенні масових профілактичних оглядів.
- Постійно удосконалює свій професійний рівень.

## Необхідні знання
Професійний акушер-гінеколог має знати:
- чинне законодавство про охорону здоров'я та нормативні документи, що регламентують діяльність органів управління та закладів охорони здоров'я, основи права в медицині, організацію акушерсько-гінекологічної допомоги;
- права, обов'язки та відповідальність акушера-гінеколога;
- показники діяльності акушерсько-гінекологічних закладів та відділень;
- роботу лікарсько-консультативної та медико-соціальної експертної комісій;
- сучасну класифікацію гінекологічних захворювань;
- топографічну анатомію, нормальну і патологічну фізіологію організму жінки;
- фізіологію та патологію вагітності, пологів і післяпологового періоду;
- основи кровотворення та гемостазу, водно-електролітного обміну і кислотно-основної рівноваги крові, імунології та фармакології;
- загальні і спеціальні методи обстеження, які застосовуються в акушерстві і гінекології;
- сучасні методи профілактики, діагностики, лікування, реабілітації та диспансеризації акушерсько-гінекологічних захворювань, запобігання небажаній вагітності;
- сучасні методи проведення пологів;
- профілактику невиношування і переношування вагітності, реанімацію, інтенсивну терапію новонароджених;
- сучасні методики виконання акушерських та ургентних гінекологічних операцій і маніпуляцій, а також реанімації;
- принципи доопераційної підготовки хворих і післяопераційного спостереження за ними;
- виявлення, спостереження, лікування ускладнень вагітності та післяпологову реабілітацію;
- правила асептики та антисептики;
- основи фармакотерапевтичних методів, що застосовуються в акушерстві і гінекології;
- основи профілактики і своєчасної діагностики злоякісних утворень;
- клініку, причини виникнення, діагностику, методи лікування інфекційних захворювань та «гострого живота» в гінекології, синдрому набутого імунодефіциту (СНІД), захворювань, що передаються статевим шляхом;
- питання сексопатології;
- основи ендокринології, урології, хірургії, гінекології;
- основні методи фізіотерапії та лікувальної фізкультури, що застосовуються в акушерстві і гінекології;
- правила оформлення медичної документації;
- передові інформаційні та Інтернет технології;
- сучасну наукову літературу та науково-практичну періодику за фахом, методи її аналізу та узагальнення.

## Кваліфікаційні вимоги
Акушер-гінеколог вищої кваліфікаційної категорії:
- повна вища освіта (спеціаліст, магістр) за напрямом підготовки «Медицина», спеціальністю «Лікувальна справа»; спеціалізація за фахом «Акушерство і гінекологія» (інтернатура, курси спеціалізації);
- підвищення кваліфікації (курси удосконалення, стажування, передатестаційні цикли тощо);
- наявність сертифіката лікаря-спеціаліста та посвідчення про присвоєння (підтвердження) вищої кваліфікаційної категорії з цієї спеціальності;
- стаж роботи за фахом понад 10 років.

Акушер-гінеколог I кваліфікаційної категорії:
- повна вища освіта (спеціаліст, магістр) за напрямом підготовки «Медицина», спеціальністю «Лікувальна справа»; спеціалізація за фахом «Акушерство і гінекологія» (інтернатура, курси спеціалізації);
- підвищення кваліфікації (курси удосконалення, стажування, передатестаційні цикли тощо);
- наявність сертифіката лікаря-спеціаліста та посвідчення про присвоєння (підтвердження) I кваліфікаційної категорії з цієї спеціальності;
- стаж роботи за фахом понад 7 років.

Акушер-гінеколог II кваліфікаційної категорії:
- повна вища освіта (спеціаліст, магістр) за напрямом підготовки «Медицина», спеціальністю «Лікувальна справа»; спеціалізація за фахом «Акушерство і гінекологія» (інтернатура, курси спеціалізації);
- підвищення кваліфікації (курси удосконалення, стажування, передатестаційні цикли тощо);
- наявність сертифіката лікаря-спеціаліста та посвідчення про присвоєння (підтвердження) II кваліфікаційної категорії з цієї спеціальності;
- стаж роботи за фахом понад 5 років.

Лікар-акушер-гінеколог:
- повна вища освіта (спеціаліст, магістр) за напрямом підготовки «Медицина», спеціальністю «Лікувальна справа»; спеціалізація за фахом «Акушерство і гінекологія» (інтернатура, курси спеціалізації);
- наявність сертифіката лікаря-спеціаліста;
- без вимог до стажу роботи.